# Survival Race
Survival Race (dawniej Men Expert Survival Race) – bieg z przeszkodami organizowany w Polsce przez firmę Brento sp. z o.o. sp. k. Od 2014 roku organizowany jest w Poznaniu oraz Wrocławiu (organizowany był również w Warszawie, Katowicach, Gdyni i Krakowie) w formule dwudniowego festiwalu sportowego.

## Dostępne trasy[2]
- Starter - 3 km trasy oraz 15 przeszkód.
- Warrior - 6 km trasy i 30 przeszkód.
- Machine - 12 km trasy z 50 przeszkodami.

## Przykładowe przeszkody[3]

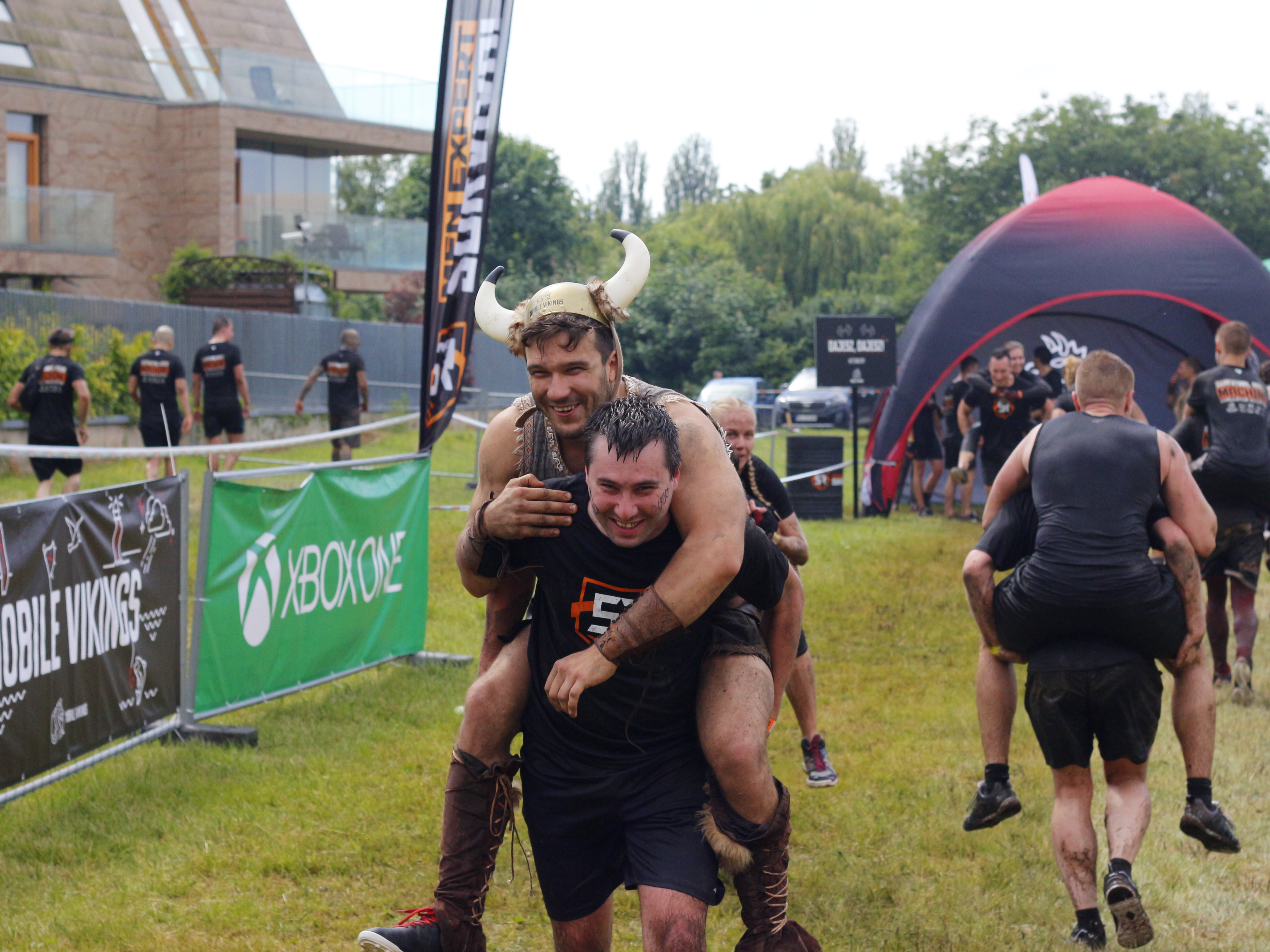
Uczestnicy Survival Race

- Quarter Pipe - rampa. Przeszkoda polega na wspięciu się na 4 m rampę przez odpowiedni podbieg i wyskok. Często wymaga pomocy innych uczestników, którzy czekają na szczycie i wciągają innych zawodników.
- King Kong. Konstrukcja, którą pokonuje się w powietrzu i przechodząc, dzięki podtrzymywaniu się jedynie dłońmi na zawieszonych u góry kółkach gimnastycznych.
- Kontenery z lodem. Przejście przez kontener wypełniony wodą i bryłami lodu.
- Slip&Slide. Wielka zjeżdżalnia z wodą i pianą, po której trzeba się ześlizgnąć.

## Charakterystyka uczestników
Cztery różne poziomy trudności umożliwiają start w wydarzeniu osobom dopiero rozpoczynającym przygodę ze sportem, jak i zaawansowanym sportowcom. Udział w wydarzeniu biorą zarówno kobiety i mężczyźni. Survival Race jest także przyjazny osobom niepełnosprawnym. 

## Survival Race KIDS - bieg dla dzieci
Survival Race KIDS to dziecięca wersja biegu z przeszkodami towarzysząca festiwalowi sportowemu podczas Survival Race. Długość trasy oraz liczba i stopień trudności przeszkód jest dostosowany do dzieci w wieku od 3 do 13 lat. Dzieci otrzymują pakiet startowy, a na każdego, kto przekroczy metę, czeka pamiątkowy medal.

## Historia
Pierwsze biegi z cyklu Survival Race zostały zorganizowane w 2014 roku, we Wrocławiu, w formie jednodniowego wydarzenia z dwoma dystansami: 5 oraz 10 km. W 2015 roku działalność rozpowszechniła się z Wrocławia, Poznania i Warszawy również na Katowice, Kraków oraz Gdynię. Do 2016 roku ten cykl zawodów funkcjonował jako Men Expert Survival Race, a od 2017 roku zmienił nazwę na Survival Race.